# 喬伊斯 (路易斯安那州)
喬伊斯（英語：Joyce）是位於美國路易斯安那州溫堂區的一個普查規定居民點。

## 人口
根據2020年美國人口普查的數據，喬伊斯的面積為7.58平方千米，當中陸地面積為7.58平方千米，而水域面積為0.00平方千米。當地共有人口328人，而人口密度為每平方千米43.27人。